# Bệnh lây truyền qua đường tình dục
Bệnh lây truyền qua đường tình dục còn gọi là bệnh hoa liễu, hay nhiễm trùng lây qua đường tình dục là bệnh có xác suất truyền từ người sang người thông qua các hành vi tình dục, bao gồm cả giao hợp âm đạo, quan hệ tình dục bằng miệng hay hậu môn.

## Từ nguyên học
"Hoa liễu" (chữ Hán: 花柳) nghĩa gốc là "hoa và liễu", nghĩa bóng là chỉ kỹ viện và kỹ nữ. Gọi là bệnh hoa liễu ý muốn nói đây là bệnh của, hoặc lây truyền từ gái mại dâm.

## Phân loại
Cho đến những năm 1990, bệnh lây truyền qua đường tình dục thường được gọi là bệnh phong tình, hoặc uyển ngữ thường gọi là bệnh xã hội.
Nhiễm trùng lây truyền qua đường tình dục là một thuật ngữ rộng hơn so với bệnh lây truyền qua đường tình dục. Nhiễm trùng là sự xâm chiếm của các loài ký sinh trùng mà có thể không gây tác hại gì, trong khi đó một căn bệnh nhiễm trùng thường dẫn đến suy giảm chức năng hoặc bất thường. Trong cả hai trường hợp điều kiện không có thể biểu hiện các dấu hiệu hoặc triệu chứng.

## Nguyên nhân

### Bệnh do vi khuẩn
- Hạ cam mềm (Haemophilus ducreyi)
- Chlamydia (Chlamydia trachomatis)
- U hạt bẹn (Klebsiella granulomatis)
- Bệnh lậu (Neisseria gonorrhoeae)
- Giang mai (Treponema pallidum)

### Bệnh do nấm
- Nấm da đùi
- Bệnh nấm Candida: còn gọi là nhiễm trùng men hay nhiễm nấm men.

### Bệnh do virus

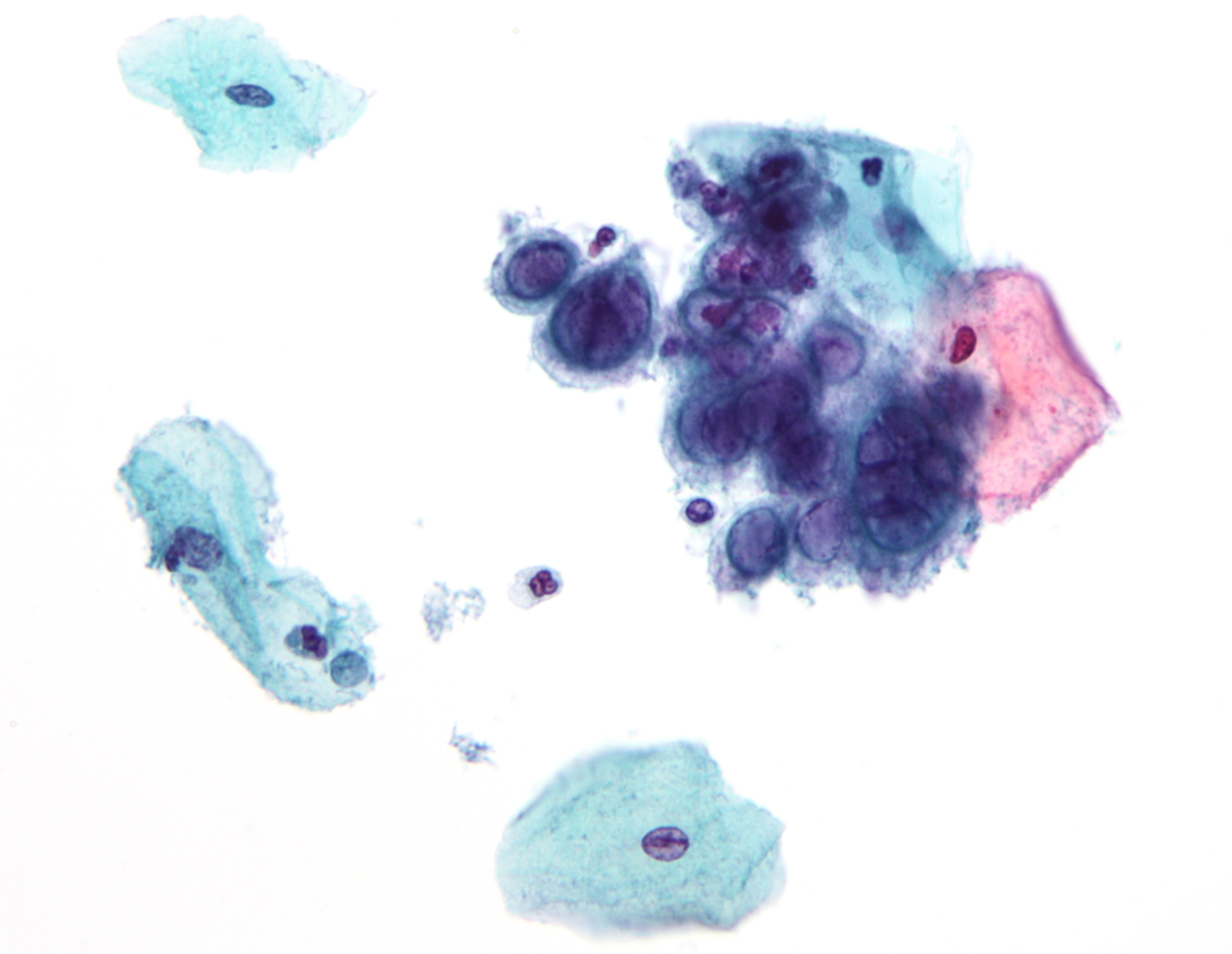
Ảnh chụp kính hiển vi virus herpes.

- Viêm gan siêu vi B

(Lưu ý: Bệnh viêm gan A và viêm gan E được truyền qua đường tiêu hóa, viêm gan C hiếm khi lây lan qua đường tình dục, viêm gan D có thể lây qua đường tình dục (không chắc chắn).
- Herpes sinh dục
- HIV / AIDS
- Bệnh sùi mào gà, bệnh mồng gà hay HPV (Human Papilloma Virus): các loại HPV gây ra hầu hết các loại ung thư cổ tử cung, cũng như ung thư hậu môn, ung thư dương vật, ung thư âm hộ hoặc gây ra mụn cóc ở bộ phận sinh dục.
- U mềm lây (Molluscum contagiosum)

### Bệnh do ký sinh trùng
- Bệnh rận mu do Rận mu hay còn gọi là chấy cua gây ra
- Bệnh ghẻ

### Xác suất lây truyền
Các nguy cơ và xác suất lây truyền của các bệnh lây truyền qua đường tình dục được tóm tắt trong những hành vi ở bảng dưới đây.
| Tỷ lệ có thể bị truyền nhiễm đối với một lần quan hệ tình dục không an toàn với một người bị nhiễm bệnh. | Tỷ lệ có thể bị truyền nhiễm đối với một lần quan hệ tình dục không an toàn với một người bị nhiễm bệnh.                                                                                | Tỷ lệ có thể bị truyền nhiễm đối với một lần quan hệ tình dục không an toàn với một người bị nhiễm bệnh.  | Tỷ lệ có thể bị truyền nhiễm đối với một lần quan hệ tình dục không an toàn với một người bị nhiễm bệnh. |
| --- | --- | --- | --- |
| | Những nguy cơ đã được biết | Những nguy cơ có thể xảy ra hoặc chưa được biết                                                           | |
| Quan hệ tình dục bằng miệng với đàn ông                                                                  | - Bệnh Chlamydia - Lậu mủ(25-30%) - Herpes (hiếm) - HPV - Giang mai (1%) Thực hiện hành vi quan hệ bằng miệng với hậu môn: - Viêm gan siêu vi A - Shigella                              | - Viêm gan siêu vi B (nguy cơ thấp) - HIV (nguy cơ rất thấp; 0.01%) - Viêm gan siêu vi C (chưa được biết) | |
| Quan hệ tình dục bằng miệng với phụ nữ                                                                   | - Herpes (1%) | - HPV | |
| Người nam (nhận) trong quan hệ tình dục bằng miệng                                                       | - Bệnh Chlamydia - Lậu mủ - Viêm niệu đạo không do lậu - Herpes - Giang mai (1%) | - HPV | |
| Người nữ (nhận) trong quan hệ tình dục bằng miệng                                                        | - Herpes - MRSA | - HPV | |
| Người nam trong quan hệ tình dục                                                                         | - Bệnh Chlamydia (30-50%) - Rận mu - Bệnh ghẻ - Lậu mủ (20%) - Viêm gan siêu vi B - Herpes - HIV (0.05%) - HPV (ít nhất 5%) - Viêm niệu đạo không do lậu - Giang mai - Bệnh Trichomonas | - Viêm gan siêu vi C                                                                                      | |
| Người nữ trong quan hệ tình dục                                                                          | - Bệnh Chlamydia (30–50%) - Rận mu - Bệnh ghẻ - Lậu mủ (50 to 90%) - Viêm gan siêu vi B(50-70%) - Herpes - HIV (0.1%) - HPV (cao; ít nhất 5%) - Giang mai - Bệnh Trichomonas            | - Viêm gan siêu vi C                                                                                      | |
| Người cho trong quan hệ tình dục qua hậu môn                                                             | - Bệnh Chlamydia - Rận mu - Bệnh ghẻ(40%) - Lậu mủ - Viêm gan siêu vi B - Herpes - HIV (0.62%) - HPV - Viêm niệu đạo không do lậu - Giang mai (14%)                                     | - Viêm gan siêu vi C                                                                                      | |
| Người nhận trong quan hệ tình dục qua hậu môn                                                            | - Bệnh Chlamydia - Rận mu - Bệnh ghẻ - Lậu mủ - Viêm gan siêu vi B - Herpes - HIV (1.7%) - HPV - Giang mai (1.4%)                                                                       | - Viêm gan siêu vi C                                                                                      | |
| Tình dục miệng - hậu môn                                                                                 | - Lỵ amip - Bệnh Cryptosporidiosis(1%) - Nhiễm trùng Giardia - Viêm gan siêu vi A(1%) - Shigellosis(1%)                                                                                 | - HPV(1%)                                                                                                 | |

## Sinh lý bệnh
Nhiều bệnh hoa liễu dễ dàng truyền nhiễm thông qua các màng nhầy của dương vật, âm hộ, trực tràng, đường tiểu một số đường khác nhưng ít phổ biến hơn (tùy thuộc vào loại nhiễm trùng): miệng, họng, đường hô hấp và mắt. Màng nhầy khác với làn da ở chỗ chúng cho phép một số tác nhân gây bệnh vào cơ thể, các tác nhân gây bệnh cũng có thể đi qua những chỗ da bị rách hoặc tổn thương. Dương vật đặc biệt dễ bị tổn thương do ma sát trong quá trình quan hệ tình dục.
Mặc dù, màng nhầy cũng có trong miệng như trong bộ phận sinh dục, nhưng sự truyền nhiễm bệnh thông qua đường tình dục dễ xảy ra hơn qua đường từ miệng sang miệng, ví dụ như hôn. Theo thống kê về tình dục an toàn, nhiều bệnh nhiễm trùng có thể dễ dàng lây truyền từ miệng qua bộ phận sinh dục hoặc từ bộ phận sinh dục qua miệng, việc truyền từ miệng sang miệng ít xảy ra. Với HIV, chất dịch sinh dục là tác nhân gây bệnh dễ dàng hơn so với nước bọt. Một số bệnh lây qua đường tình dục cũng có thể lây truyền qua tiếp xúc da trực tiếp, ví dụ như: Herpes simplex và HPV. Virus Herpes dòng Kaposi có thể được truyền qua nụ hôn sâu,hoặc khi nước bọt được sử dụng như một chất bôi trơn tình dục.
Mọi hành vi tình dục có liên quan đến liên hệ với các chất dịch cơ thể của người khác cần phải rất cẩn thận vì nó có chứa một số nguy cơ lây truyền các bệnh qua đường tình dục. Hầu hết người ta chỉ chú ý tập trung vào HIV, tuy nhiên mỗi bệnh hoa liễu đều tiềm ẩn một mối nguy hiểm riêng.
Các chuyên gia y tế cho thấy tình dục an toàn, chẳng hạn như việc sử dụng bao cao su, là phương pháp đáng tin cậy nhất để giảm nguy cơ mắc các bệnh lây truyền qua đường tình dục trong quá trình hoạt động tình dục, nhưng tình dục an toàn không có nghĩa là một sự bảo vệ tuyệt đối.

## Dịch tễ học

Số người nhiễm bệnh lây truyền qua đường tình dục (không bao gồm HIV) trên toàn thế giới, xét trên 100.000 người vào năm 2004.
không có số liệu
< 60
60-120
120-180
180-240
240-300
300-360
360-420
420-480
480-540
540-600
600-1000
> 1000

Các bệnh lây truyền qua đường tình dục vẫn chiếm số lượng cao trên toàn thế giới, nhiều nền văn hóa gây khó khăn cho bác sĩ trong việc xử lý công khai và thẳng thắn với bệnh nhân về vấn đề tình dục. Ngoài ra, phát triển và lây lan của vi khuẩn kháng thuốc (ví dụ, kháng penicillin gonococci) làm cho một số bệnh khó chữa hơn. Du lịch được coi là nguyên nhân gây phát tán HIV từ châu Phi sang châu Âu và châu Mỹ cuối những năm 1970. 
Năm 1996, Tổ chức Y tế Thế giới ước tính rằng hơn 1 triệu người đã bị nhiễm bệnh hằng ngày. Khoảng 60% các ca nhiễm bệnh ở những người trẻ <25 tuổi, và trong số này có 30% <20 tuổi. Trong độ tuổi từ 14 và 19, bệnh lây truyền qua đường tình dục thường lây cho các bé gái nhiều hơn bé trai với một tỷ lệ gần như 02:01. Một con số ước tính khoảng 340.000.000 trường hợp mới mắc bệnh giang mai, bệnh lậu, chlamydia, và trichomonas trên toàn thế giới vào năm 1999.
AIDS là nguyên nhân gây tử vong lớn nhất ngày nay ở châu Phi khu vực hạ Sahara. Phần lớn các ca nhiễm HIV là do không được bảo vệ trong quan hệ tình dục. Khoảng 1,1 triệu người đang sống với HIV / AIDS tại Hoa Kỳ, và AIDS vẫn là nguyên nhân gây tử vong hàng đầu ở phụ nữ Mỹ gốc Phi ở độ tuổi từ 25 và 34. Viêm gan siêu vi B cũng được phân loại như là một căn bệnh qua đường tình dục vì nó có thể được truyền qua đường tình dục. Căn bệnh này được tìm thấy trên toàn cầu, với tỷ lệ cao nhất ở châu Á và châu Phi và thấp hơn ở châu Mỹ, châu Âu.

## Phòng ngừa
Phòng ngừa là biện pháp chính trong việc phòng các bệnh lây qua đường tình dục không chữa được, chẳng hạn như HIV và Herpes sinh dục.
Cách hiệu quả nhất để ngăn ngừa lây truyền bệnh qua đường tình dục là tránh tiếp xúc trực tiếp với các bộ phận cơ thể hoặc chất dịch có thể mang mầm bệnh. Điều này không ám chỉ đến việc xem các hoạt động tình dục như làm tình qua điện thoại, làm tình ảo, hoặc thủ dâm là biện pháp để tránh tiếp xúc. Việc sử dụng bao cao su thích hợp có thể làm giảm tiếp xúc và nguy cơ lây bệnh. Mặc dù bao cao su là hiệu quả trong việc hạn chế tiếp xúc, nhưng một số bệnh vẫn có thể lây được ngay cả khi dùng bao cao su.
Lý tưởng nhất là cả hai đối tác sẽ nhận được xét nghiệm trước khi bắt đầu quan hệ tình dục. Nhiều bệnh không phát hiện được ngay lập tức sau khi tiếp xúc với mầm bệnh, mà chỉ có thể phát hiện bằng xét nghiệm sau một thời gian phơi nhiễm nhất định.

### Vắc xin
Vắc xin có sẵn có thể bảo vệ chống lại virus lây qua đường tình dục, chẳng hạn như viêm gan siêu vi B và một số loại HPV. Tiêm phòng trước khi bắt đầu quan hệ tình dục để đảm bảo được bảo vệ tối đa.

### Bao cao su
Bao cao su chỉ có thể bảo vệ như một rào cản khi sử dụng đúng cách. Khu vực không được che chắn bởi bao cao su vẫn có thể bị lây nhiễm nhiều bệnh. Trong trường hợp bệnh HIV, dương vật che chắn đúng cách với bao cao su có hiệu quả ngăn lây nhiễm HIV, mặc dù chất dịch sinh dục có thể lây nhiễm HIV cho vùng da bị thương về mặt lý thuyết vẫn có thể xảy ra trong quan hệ tình dục, điều này có thể tránh được chỉ đơn giản bằng cách không tham gia vào quan hệ tình dục khi có vết thương chảy máu.
Sử dụng bao cao su đúng cách:
- Không mang bao cao su quá chặt ở cuối, và để lại 1,5 cm ở đầu bao dự phòng cho việc xuất tinh.
- Không đeo bao cao su quá rộng so với kích cỡ dương vật.
- Không được lật ngược bao cao su để sử dụng.
- Không dùng bao cao su được làm bằng các chất không phải là cao su hoặc nhựa tổng hợp, loại bao cao su này không thể bảo vệ chống lại HIV.

## Chẩn đoán
Không phải tất cả các bệnh lây truyền qua đường tình dục đều có triệu chứng, hoặc có triệu chứng ngay sau khi mắc bệnh, trong một số trường hợp, người bệnh mang mầm bệnh nhưng hoàn toàn không có bất kì triệu chứng đáng kể nào, điều này tăng nguy cơ lây bệnh cho người khác. Một số bệnh lây truyền qua đường tình dục không được điều trị sẽ dẫn đến vô sinh, đau mãn tính hoặc chết. Cần sớm được chẩn đoán bệnh bằng các phương pháp xét nghiệm để tiến hành điều trị và hạn chế việc lây truyền dịch bệnh.

## Lịch sử

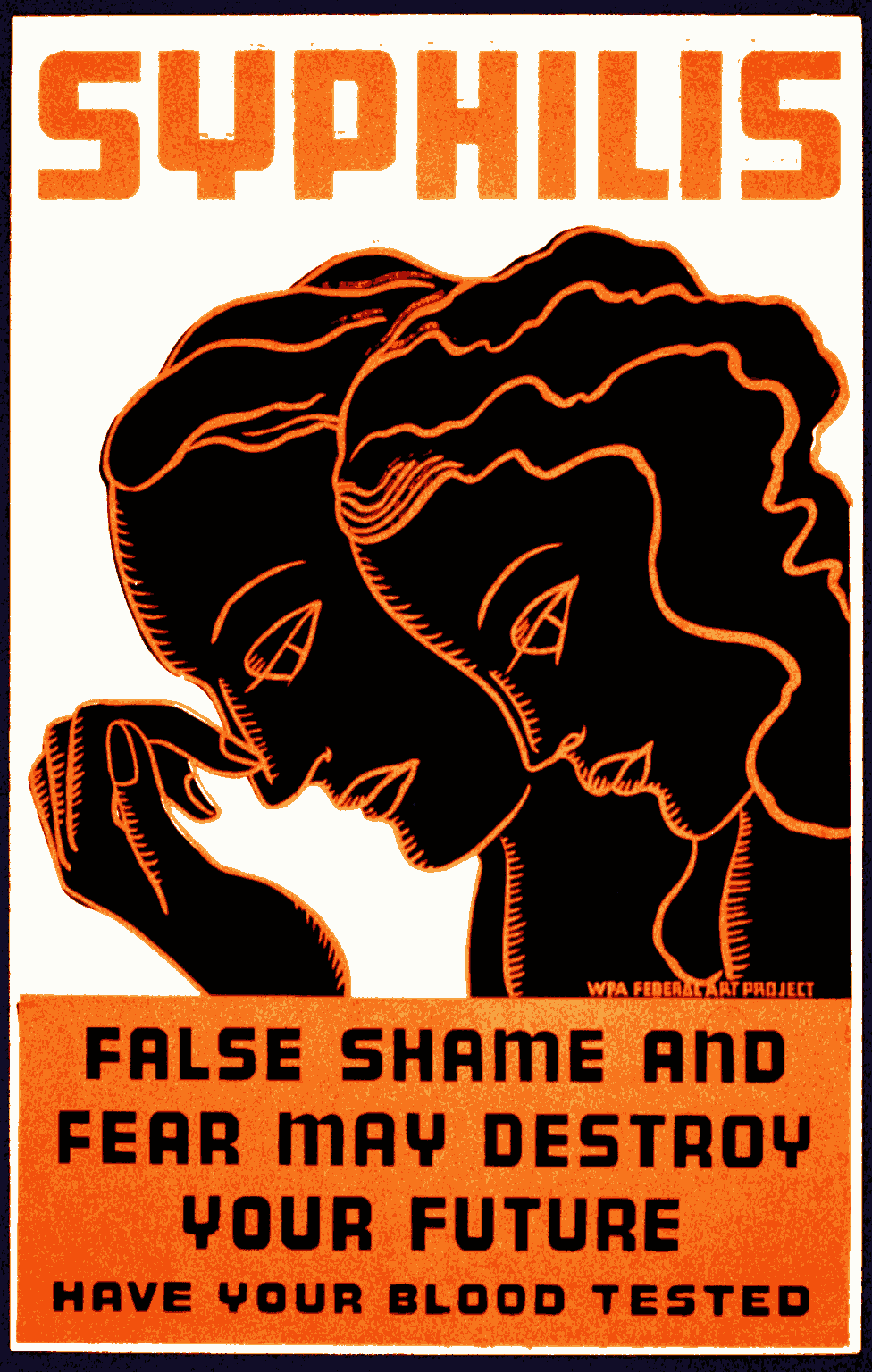
Áp phích tuyên truyền bệnh giang mai những năm 1930: Xấu hổ và sợ hãi vì bệnh giang mai có thể tàn phá cơ thể bạn

Bệnh giang mai bùng nổ vào năm 1494 khi quân Pháp bao vây phía trong thành phố Napoli nước Ý, từ vùng này, dịch bệnh đã càn quét ra toàn châu Âu. Jared Diamond đã mô tả về nó như sau: Ca giang mai đầu tiên chắc chắn được ghi nhận ở Châu Âu vào năm 1495, mụn mủ bao bọc từ đầu đến đầu gối, từng mảng thịt rơi vữa trên mặt bệnh nhân, và dẫn đến tử vong trong vòng chưa đến 1 tháng sau.
Trước khi phát minh ra các loại thuốc hiện đại, các bệnh lây truyền qua đường tình dục nói chung không chữa được, và việc điều trị được giới hạn trong điều trị các triệu chứng của bệnh. Bệnh viện đầu tiên cho các bệnh hoa liễu được thành lập năm 1746 tại Bệnh viện London Lock. Trong nửa sau của thế kỷ 19, một đạo luật đã được sử dụng để bắt giữ gái mại dâm bị nghi ngờ nhiễm bệnh.
Với sự phát hiện của thuốc kháng sinh, một số lớn các bệnh lây truyền qua đường tình dục có thể dễ dàng được chữa trị. Điều này, kết hợp với các chiến dịch y tế hiệu quả, đã dẫn đến một nhận thức trong công chúng vào thập niên 1960 và thập niên 1970, các bệnh hoa liễu không còn là mối đe dọa y tế nghiêm trọng.
Trong những năm 1980, lần đầu tiên người ta phát hiện ra bệnh herpes sinh dục và AIDS, được xem là các bệnh lây truyền qua đường tình dục không thể được chữa khỏi bằng y học hiện đại. AIDS có một thời kỳ dài không có triệu chứng, trong thời gian này HIV có thể nhân rộng và bệnh có thể được truyền cho người khác, tiếp theo là giai đoạn có triệu chứng và dẫn đến tử vong.